# 66°North
66°North (Eigenschreibweise 66°NORTH) ist ein isländischer Hersteller von Outdoor- und Funktionsbekleidung. Das Unternehmen ist im Besitz des Filmemachers Sigurjón Sighvatsson. Der Name bezieht sich auf den Gründungsort des Unternehmens, Suðureyri am Súgandafjörður (66° 7′ 47.25″ nördlicher Breite).

## Geschichte
66°North wurde im Jahre 1926 von Hans Kristjansson gegründet, der Bekleidung für isländische Fischer herstellte. In den 1960er Jahren erweiterte man die Produktpalette auf Arbeits- und Freizeitbekleidung zum Gebrauch unter kalten klimatischen Bedingungen. Die Marke entwickelte sich zu einer der populärsten in Island, das Wall Street Journal bezeichnete sie einst als Islands „National-Bekleidungshersteller“. In den letzten Jahren sah sich 66°North jedoch zunehmend dem Wettbewerb anderer isländischer Marken und Hersteller ähnlicher Produkte ausgesetzt. Der Sitz des Unternehmens ist in Garðabær.
Bis ins Jahr 2004 war 66°North außerhalb Islands kaum bekannt. Inzwischen umfasst das Vertriebsgebiet die USA, Kanada und einige Länder Europas und Asiens. Die isländische Herkunft wird bei der Vermarktung der Kleidungsstücke unter Anspielung auf die anspruchsvollen klimatischen Bedingungen der Insel bewusst eingesetzt.